# Meosmanswar
Meosmanswar  (Meos Mansar) ist ein indonesischer Distrikt (Kecamatan) im Regierungsbezirk Raja Ampat (Provinz Südwestpapua).

## Name
Auf der Homepage des Regierungsbezirks findet sich die Schreibweise Meosmanswar, in der offiziellen Liste der Volkszählung von 2010 schreibt sich der Distriktsname Meos Mansar.

## Geographie
Meosmanswar liegt im Norden des Archipels von Raja Ampat und war bis 2009 ein Teil des Distrikts Südwaigeo (Waigeo Selatan).
Der Distrikt Meosmanswar teilt sich in acht Dörfer:
- Arborek (2010: 115 Einwohner), eine kleine Insel zwischen Gam und Mansuar
- Kabuy (236), auf Waigeo, westlich der Kabuybucht
- Kapisawar (86), im Westen von Gam
- Kurkapa (64), Nordwesten von Mansuar
- Sawinggrai (152), Südosten von Gam
- Sauandarek (156), Südwesten von Mansuar
- Yembekwan (287), Osten von Mansuar
- Yenbuba (252), Osten von Mansuar, mit den Inseln Kri und Koh
- Yenwaupnoor (277), Südosten von Gam